# IC 3719
IC 3719 ist eine irreguläre Zwerggalaxie vom Hubble-Typ Irr? im Sternbild Jungfrau auf der Ekliptik. Sie ist schätzungsweise 80 Millionen Lichtjahre von der Milchstraße entfernt.
Das Objekt wurde am 23. Januar 1900 von Arnold Schwassmann entdeckt.